# Gorybia senticosa
Gorybia senticosa là một loài bọ cánh cứng trong họ Cerambycidae.